# Jacques Doucet (baseball)
Pour les articles homonymes, voir Jacques Doucet et Doucet.
Jacques Doucet (né à Montréal, 8 mars 1940) est un journaliste et commentateur sportif québécois. Il a été pendant 33 ans, de 1972 à 2004, la voix légendaire qui annonçait en direct les parties des Expos de Montréal, et y demeure indissociable pour les amateurs de baseball du Québec.

## Biographie
Il commence sa carrière en 1959 comme traducteur pour l'agence Presse canadienne. Après une année (1960-1961) où il exerce le métier de journaliste sportif pour le quotidien Nouveau Journal, il travaille à La Presse de 1962 à 1972, toujours comme journaliste sportif.
Pendant la longue grève de 1964 à La Presse, il a sa première expérience avec la radiodiffusion, pour les matchs des Alouettes de Montréal.

### Expos de Montréal
La Presse lui demande d'être le rédacteur responsable des Expos de Montréal aussitôt qu'une franchise est accordée à la ville de Montréal en 1968. Il est également le responsable du pointage au Parc Jarry, où les Expos débutent leurs activités en 1969.
Au milieu de la première saison des Expos en 1969, on lui demande de remplacer Jean-Pierre Roy, analyste à l'ancienne station CKLM 1570. Cette station de radio gardait les droits de diffusion, et Roy diffusait une fois par semaine.
En 1972, alors que CKAC 730 devenait le diffuseur officiel des parties des Expos, Doucet est engagé par le réseau Télémédia (maintenant disparu) pour narrer en direct toutes les joutes des Expos, en plus des parties de Séries mondiales, des matchs des étoiles annuels et des matchs d'avant-saison des Expos. 
Lorsque Télémédia fusionne  avec Radiomutuel le 30 septembre 1994, créant le nouveau réseau Radiomédia, il devient un employé des Expos et il continue à décrire les parties en ondes de CKAC jusqu'à la fin de 2003. Il a été entendu quelques fois à CKVL 850 (maintenant CINF 690) en 1995, et à CJMS 1040 en 2002 et en 2003. CHMP-FM a diffusé les derniers matchs des Expos en 2004.
Pendant sa carrière, Doucet a décrit plus de 5 500 parties de baseball, dont deux matchs parfaits, par Dennis Martinez en 1991 contre les Dodgers de Los Angeles et par le lanceur David Cone contre les Expos en 1999.
Doucet prend sa retraite après le déménagement des Expos, et en mars 2005 il est devenu le porte-parole officiel de Encore Baseball Montréal, une organisation créée pour garder l'esprit du baseball au Québec. 

### Capitales de Québec et Blue Jays de Toronto
En avril 2006, il effectue un retour à la radio pour les stations du groupe Corus en tant que descripteur des matchs des Capitales de Québec de la ligue de baseball indépendant Can-Am. Il demeure descripteur de ces matchs jusqu'à la fin de la saison 2011. 
Au mois de septembre 2010, il revient en ondes à la chaîne sportive télévisée RDS avec son ancien complice à la diffusion radiophonique des matchs des Expos, Rodger Brulotte. De 2012 à 2022, Doucet est employé par TVA Sports à la description des matchs télévisés des Blue Jays de Toronto de la Ligue majeure de baseball, une fois de plus aux côtés de Rodger Brulotte.
Le 21 septembre 2022, il annonce sa retraite de la description des parties des Blue Jays en participant à quelques manches du match entre Toronto et les Phillies de Philadelphie. Il s'agissait de son premier match de la saison ayant été ralenti par la maladie dans les mois précédents.

## Récompenses
Il est introduit au :
- Temple de la renommée du baseball québécois en 2002[5],

- Temple de la renommée des Expos en 2003

- Panthéon des sports du Québec en 2007[6].

- Temple de la renommée du baseball canadien en 2020[7]

Il a reçu : 
- Prix Jack-Graney en 2003 du Temple de la renommée du baseball canadien[8].
- Médaille d'honneur en 2011 de l'Assemblée nationale du Québec

### Finaliste au prix Ford C. Frick
Ses partisans espèrent qu'il sera intronisé à Cooperstown au Temple de la renommée du baseball grâce au Prix Ford C. Frick, remis annuellement à un membre des médias pour ses contributions majeures au baseball. En 2010, Doucet termine 2e au vote populaire tenu sur Facebook pour rejoindre une 4e fois la liste des 10 finalistes pour ce prix, sans toutefois le remporter. En 2011, Doucet est de nouveau finaliste, mais la récompense est accordée à son homologue de la radio anglophone des Expos, Dave Van Horne. En novembre 2011, il est finaliste pour l'édition 2012 du prix Ford Frick, pour une sixième présence parmi la liste finale de 10 candidats, mais le prix est accordé à Tim McCarver.
Le 9 octobre 2012, les finalistes au prix Frick de 2013 sont annoncés : Doucet, Tom Cheek et Bill King sont les trois candidats sur 41 élus parmi les finalistes grâce au vote en ligne. En 2013, il figure une fois de plus au nombre des 10 finalistes au prix remis en 2014.

## Livres
Jacques Doucet a signé avec le scénariste Marc Robitaille deux ouvrages sur l'histoire des Expos de Montréal : Il était une fois les Expos dont le premier tome est paru en 2009 et le second en 2011 aux Éditions Hurtubise,.

## Hommages
On peut entendre la voix de Jacques Doucet dans la comédie québécoise Elvis Gratton lorsque le personnage principal, en vacances dans le sud, fait jouer sur la plage un enregistrement audio d'un match des Expos radiodiffusé, pour ne pas se sentir trop dépaysé en voyage.
L'album Home Run du rappeur 20some tourne autour du baseball. Le projet est parsemé de narrations de Jacques Doucet samplées.